# Todirești (gmina w okręgu Jassy)
Todirești – gmina w Rumunii, w okręgu Jassy. Obejmuje miejscowości Băiceni, Stroești i Todirești. W 2011 roku liczyła 5048 mieszkańców.